# Europa. Notre histoire
Europa. Notre Histoire est un ouvrage dont la rédaction est dirigée par Étienne François et Thomas Serrier, paru en 2017 aux Arènes.

## Rédaction

### Contexte historiographique
La rédaction d'Europa s'inscrit dans un contexte historiographique marqué, depuis la chute du mur de Berlin, par l'intensification des échanges entre universitaires de différents pays et le développement d'approches plus transnationales de l'histoire en Europe.
Dès le début des années 2000, ce qu'Étienne François appelle « une enquête authentiquement transnationale sur les mémoires européennes » commence.
En 2005, Tony Judt publie Postwar, traduit en français en 2007 sous le titre Après-guerre. Cet ouvrage est précurseur notamment dans la considération de la problématique mémorielle en Europe après la chute du mur de Berlin et la dislocation de l'URSS.

### Développement de l'idée de lieu de mémoire en Europe
| Homme sur une photo en noir et blanc.                                                                             |  | Homme aux cheveux gris portant un pull bleu. |
| Étienne François et Thomas Serrier sont les deux historiens qui codirigent la rédaction d'Europa. Notre histoire. |  |                                              |

En 2001, dans la lignée des adaptations des Lieux de mémoire de Pierre Nora dans différents pays européens dans les années 1990, Étienne François est coéditeur, avec Hagen Schulze, des Deutsche Errinerungsorte, l'adaptation du concept de Nora à l'Allemagne.
En 2012, les spécialistes de l'histoire allemande Étienne François et Thomas Serrier publient, sous forme de numéro de la Documentation photographique, un essai de 64 pages, intitulé Lieux de mémoire européens.
Entre 2011 et 2015, des Lieux de mémoire germano-polonais sont publiés en allemand et en polonais. Il s'agit alors de l'une des rares adaptations dans l'idée de l'ouvrage de Nora dans l'ancien bloc de l'Est, alors que les Lieux de mémoire se sont développés en Europe de l'Ouest.

### Naissance du projetEuropa
Le projet d'Europa naît en 2014. Il s'agit de ne pas produire un ouvrage sans fil directeur à l'instar de l'Encyclopédie, mais de collecter les mémoires européennes, dans une démarche inédite distincte des histoires de l'Europe.
En mars 2015, Étienne François et Thomas Serrier concluent un accord avec les éditions Les Arènes. Très vite, ils sont joints par cinq autres historiens pour codiriger la rédaction de l'ouvrage, puis par de nombreux autres auteurs, grâce à leurs réseaux de collègues et d'amis.
L'éditeur envisage dans un premier temps de publier Europa en trois tomes qui soient plus abordables que l'unique volume finalement publié d'une longueur de 1 386 pages.

### Coopération internationale
109 historiens participent à la rédaction de l'ouvrage. Un quart d'entre eux est français, un quart est allemand, et la majorité des articles a été écrite dans une langue autre que le français et traduite,.
Le livre cherche à comprendre s'il existe une identité européenne et quelles peuvent en être les composantes. C'est pourquoi il s'appuie aussi sur le regard extérieur sur l'Europe, avec la participation d'historiens non-européens sur des sujets qui concernent le rapport de l'Europe au monde.
Le titre, avec « Notre histoire », ne s'impose que tardivement dans la rédaction de l'ouvrage, après des discussions entre les auteurs. Il s'agit de mettre en avant l'Europe telle qu'elle est ressentie et vécue, tant par les Européens que par les citoyens des autres régions du monde,.
Quant à l'idée d'intituler l'ouvrage « Europa » plutôt qu'« Europe », elle s'explique par une volonté de se détacher de ce qui est directement rattaché au terme, à savoir l'Union européenne (en particulier dans une période alors marquée par le Brexit) et le continent européen comme territoire. Thomas Serrier affirme qu'il s'agit d'« associer un côté imaginaire »,.
Une édition de poche, abrégée, d'Europa est publiée en 2019. La même année, une version en allemand est aussi publiée.

## Contenu
Europa se compose de 152 textes, sur près de 1 400 pages. Certains articles ont été parfois remarqués par la presse.
L'ouvrage est divisé en trois parties, « Présences du passé », « Les Europe », « Mémoires-monde ».

### Présences du passé
La première partie, intitulée « Présences du passé », est coordonnée par Valérie Rosoux et Akiyoshi Nishiyama. Elle s'intéresse notamment à la guerre, et notamment à la Seconde Guerre mondiale, comme moment fondateur de l'Europe.
L'un des articles, de Jay Winter, au sujet de la Première Guerre mondiale, explique que trois grandes innovations dans la commémoration (culte des noms, cénotaphes et monuments aux soldats inconnus) se développent après cette guerre, mais qu'il n'y a pas vraiment de mémoire européenne de la Première Guerre mondiale.
Un autre des premiers articles, écrit par Olaf B. Rader, remarque que les générations plus récentes d'Européens, qui n'ont pas connu la guerre, ne parviennent plus à concevoir l'idée de mourir pour la patrie, et considèrent désormais que les soldats morts dans les guerres sont des victimes plutôt que des héros.
L'article d'Étienne François sur Berlin au XXe siècle s'ouvre sur la question de la transformation de Berlin, pourtant riche de talents intellectuels et artistiques, en « incarnation de la pire barbarie ». Il souligne que, si Berlin n'a pas d'histoire antique comme Rome ou Paris, elle est le coeur tour à tour d'« un nationalisme débridé » en 1914, de l'utopie communiste en 1918, et du nazisme à partir de 1933, pour devenir au XXIe siècle une ville de plus en plus touristique.
Dans un autre article, Valérie Rosoux s'intéresse à la mémoire des « ravages du XXe siècle » à travers la place de la réconciliation dans la construction européenne. Elle constate notamment que les relations entre la France et l'Algérie par exemple diffèrent des relations entre la France et l'Allemagne en raison de mémoires différentes ; alors que Verdun fait l'objet d'une mémoire partagée, les massacres du 8 mai 1945 font l'objet de polémiques.
Dans un article sur la « citoyenneté sociale », Sandrine Kott explique que l'État social fait partie de la mémoire européenne, à l'heure où celle-ci est plus souvent reliée à l'idée de néolibéralisme. Elle retrace l'histoire des politiques sociales, qui apparaissent en Allemagne dans les années 1880 et se développent dans un contexte de compétition entre les industriels européens. Elle termine en constatant que l'État social est, du moins d'un point de vue extérieur à l'Europe, partie intégrante de l'identité européenne.
L'article de François Hartog explique que l'Histoire, avec un H majuscule, « a servi pendant deux siècles à bâtir le grand récit européen comme épicentre de la civilisation ». Il s'interroge alors sur la place de l'histoire comme lieu de mémoire européen, et soustrait l'histoire à la téléologie pour des histoires, au pluriel et sans H majuscule.

### Les Europe
La deuxième partie, intitulée « Les Europe », est coordonnée par Pierre Monet et Olaf B. Rader.

### Mémoires-monde
La troisième partie, intitulée « Mémoires-monde », est coordonnée par Jakob Vogel. Cette dernière partie s'articule autour de quatre verbes titres des quatre sous-parties : conquérir, imposer, exporter, échanger. Le titre « Mémoires-monde »peut évoquer le concept d'économie-monde de Fernand Braudel. Cette partie dépasse le continentalisme pour proposer une histoire mondiale de l'Europe.
Maurice Sartre écrit une entrée sur l'archéologie, qu'il explique être une invention européenne avant de se développer dans le reste du monde. Cependant, l'activité archéologique, même quand elle concerne les populations autochtones colonisées, est souvent pratiquée par des étrangers auxdits lieux. L'auteur s'intéresse en particulier au cas du Proche-Orient, où le nationalisme arabe, réticent à l'idée d'une réhabilitation de l'histoire préislamique de la région, s'oppose à l'archéologie, rattachée à la domination coloniale.
Dans un autre des articles, Enzo Traverso étudie l'évolution sémantique du terme « révolution », qui l'a amené à perdre son caractère subversif. Il explique notamment que c'est en Europe que les caractéristiques de l'idée de révolution ont été fixées, y compris pour le reste du monde.
L'une des entrées, écrite par Timothy Brook, fait remarquer la présence d'un pot de gingembre chinois dans le tableau La Dame au collier de perles de Johannes Vermeer, détail qui met notamment en évidence le rôle de la Compagnie néerlandaise des Indes orientales.
Un article, écrit par Bernhard Rieger, traite l'exemple de la Volkswagen Coccinelle. La « voiture de la Force et de la Joie » (KdF-Wagen) est commandée à Ferdinand Porsche par Adolf Hitler, et est présentée pour la première fois en 1938 à Berlin. Massivement achetée par les Allemands dans les années 1950 et 1960, et c'est aux États-Unis qu'elle obtient son surnom « coccinelle » et est rendue populaire par le film Un amour de Coccinelle de Disney. Si sa vente cesse dans les années 1980 en Europe et aux États-Unis tout en se poursuivant notamment au Mexique, le modèle est relancé en 1997 sous le nom de New Beetle.

## Caractéristiques
L'ouvrage n'est pas structuré chronologiquement ou géographiquement, mais thématiquement. Les différents thèmes sont divers sur leur rapport au temps et à l'espace. Ainsi, certaines entrées s'intéressent à des notions atemporelles, comme le rapport à l'amour, tandis que d'autres traitent de thèmes beaucoup plus localisés, comme le maoïsme, et certaines examinent la place de villes majeures, comme Venise, quand d'autres étudient le rapport au monde, comme avec la colonisation.
La particularité de l'ouvrage tient notamment au fait qu'il aborde une histoire certes commune à l'Europe, mais que les différents peuples européens se sont appropriés de diverses façons. Par ailleurs, l'ouvrage préfère une démarche d'exemplarité, recensant des exemples typiques de la mémoire européenne, à une recherche d'exhaustivité, reconnue comme impossible par les auteurs.

## Réception
Jean Birnbaum, journaliste du Monde des livres, place Europa dans sa sélection des cinq livres de l'année 2017 qu'il faut selon lui avoir lu. Il y salue la démarche d'envisagement d'un « nous » qui fasse la singularité de l'Europe dans un contexte difficile pour l'Europe face à Donald Trump ou à Vladimir Poutine par exemple.
Dans Avis critique de France Culture, Raphaël Bourgois constate dans la démarche d'Europa une volonté de réconciliation des deux visions de l'historiographie : d'une part, l'histoire connectée, à parts égales, caractéristique de l'Histoire mondiale de la France de Patrick Boucheron, et, d'autre part, l'histoire à partir des lieux de mémoires, caractéristique de l'ouvrage de Pierre Nora.
Selon Catherine Portevin, le choix de commencer l'ouvrage par la Seconde Guerre mondiale est intéressant en cela. Elle remarque aussi que, dirigé par deux franco-allemands, l'ouvrage permet un « très léger décalage [...] et notamment un décalage vers l'Est », alors qu'en France le rôle de la chute du mur de Berlin dans la fondation du sentiment européen est peu perceptible.
Selon Baptiste Roger-Lacan du Grand Continent, bien qu'Europa présente les composantes d'une mémoire européenne, il reste à écrire à partir de là une « histoire européenne ». Il regrette par ailleurs que l'ouvrage semble plutôt destiné à une population déjà consciente de l'existence même d'une mémoire européenne, tout en constatant qu'Europa permet de « poser les problèmes à l’échelon européen » à travers une coopération internationale.